# 长掌拟爱洁蟹
拟爱洁蟹属（学名：Paratergatis）為扇蟹科熟若蟹亚科的一属动物。只有长掌拟爱洁蟹一种。

## 下属物种
- 长掌拟爱洁蟹 Paratergatis longimanus Sakai, 1965